# Les Gazelles
Pour les articles homonymes, voir Gazelle (homonymie).
Pour plus de détails, voir Fiche technique et Distribution.
Les Gazelles est une comédie romantique française réalisée par Mona Achache, sortie en 2014. Le film a été présenté pour la première fois en compétition au Festival international du film de comédie de l'Alpe d'Huez.

## Synopsis
Marie, conseillère à Pôle emploi, se réveille un matin avec une drôle de sensation : elle étouffe dans sa relation avec Éric, son compagnon depuis 14 ans. Que faire ? Le quitter et se retrouver seule, célibataire à 30 ans, ou rester dans une relation qui ne la satisfait plus ? Les choix de Marie sont courageux mais pas toujours heureux.

## Fiche technique
- Titre : Les Gazelles
- Réalisation : Mona Achache
- Scénario : Mona Achache, Camille Chamoux et Cécile Sellam, librement inspiré du spectacle Camille attaque écrit par Camille Chamoux et Pauline Bureau[1]
- Musique : Éric Neveux
- Montage : Béatrice Herminie
- Photographie : Patrick Blossier
- Montage : Béatrice Herminie
- Décors : Samantha Gordowski
- Production : Éric Juherian et Mathias Rubin
- Sociétés de production : Récifilms, Cinéfrance 1888 et France 2 Cinéma
- Société de distribution : Paramount Pictures (France)
- Pays d'origine :  France
- Langue originale : français
- Genre : comédie romantique
- Durée : 99 minutes
- Dates de sortie :
  - France : 17 janvier 2014 (Festival de l'Alpe d'Huez) ; 26 mars 2014 (sortie nationale)
  - Belgique : 26 mars 2014

## Distribution
- Camille Chamoux : Marie
- Audrey Fleurot : Sandra, collègue de Marie
- Joséphine de Meaux : Judith, amie de Sandra
- Anne Brochet : Gwen, amie de Sandra
- Naidra Ayadi : Myriam, amie de Sandra
- Olivia Côte : Véro, la patronne de Marie et Sandra
- Franck Gastambide : Éric, le compagnon de Marie
- Samuel Benchetrit : Martin
- Josiane Balasko : Brigitte, la mère de Marie
- Sam Karmann : Jacques, le père de Marie
- Camille Cottin : Émilie, amie de Marie
- David Marsais : Olivier, mari d'Émilie
- Grégoire Ludig : Marco, le frère de Marie
- Rachel Arditi : Virginie, l'épouse de Marco
- Marie Dompnier : Charlotte
- Stéphane De Groodt : M. Hublot
- Miljan Chatelain : Solal
- Maciej Patronik : Janusz
- Lolita Chammah : Marie 2
- Jean-Baptiste Puech : Oscar
- Mathieu Madénian : l'éternel demandeur d'emploi
- Adrien de Van : Jérôme, dit « énorme bite »
- Thomas Bidegain : le chauffeur de taxi
- Zoé Bruneau : la femme en larmes

## Autour du film
Les Gazelles trouve son origine dans le one-woman-show de Camille Chamoux, Camille attaque, que la comédienne a coécrit avec Pauline Bureau. Des producteurs lui proposent une adaptation cinématographique, et Camille Chamoux a écrit une première version du scénario avec Cécile Sellam. Finalement, le film est assez éloigné du spectacle d'origine.

## Bande originale
Sauf indication contraire ou complémentaire, les informations mentionnées dans cette section proviennent du générique de fin de l'œuvre audiovisuelle présentée ici.
- Yuksek ft. Oh Land - Last of Our Kinds : scène de la soirée dans l'appartement